# Esteban Rueda
Esteban Gabriel Rueda (Rosario, 28 gennaio 1996) è un calciatore argentino, attaccante svincolato.

## Caratteristiche tecniche
È un'ala destra.

## Carriera
Cresciuto nelle giovanili dell'Argentinos Juniors, ha esordito il 26 ottobre 2016 in occasione del match pareggiato 1-1 contro il Douglas Haig.

## Statistiche

### Presenze e reti nei club
Statistiche aggiornate al 23 marzo 2018.
| Stagione        | Squadra            | Campionato      | Campionato | Campionato | Coppe nazionali | Coppe nazionali | Coppe nazionali | Coppe continentali | Coppe continentali | Coppe continentali | Altre coppe | Altre coppe | Altre coppe | Totale | Totale | Totale |
| Stagione        | Squadra            | Comp            | Pres       | Reti       | Comp            | Pres            | Reti            | Comp               | Pres               | Reti               | Comp        | Pres        | Reti        | Pres   | Reti   |        |
| --------------- | ------------------ | --------------- | ---------- | ---------- | --------------- | --------------- | --------------- | ------------------ | ------------------ | ------------------ | ----------- | ----------- | ----------- | ------ | ------ | ------ |
| 2016-2017       | Argentinos Juniors | BN              | 15         | 1          | CA              | 0               | 0               |                    | -                  | -                  |             | -           | -           | 15     | 1      |        |
| 2017-2018       | Argentinos Juniors | PD              | 4          | 0          | CA              | 0               | 0               |                    | -                  | -                  |             | -           | -           | 4      | 0      |        |
| Totale carriera | Totale carriera    | Totale carriera | 19         | 1          |                 | 0               | 0               |                    | -                  | -                  |             | -           | -           | 19     | 1      |        |